# شورای مصر
شورای مصر (ایتالیایی: Il consiglio d'Egitto) یک فیلم درام به کارگردانی ایمیدیو گرکو است که در سال ۲۰۰۲ منتشر شد.
این فیلم در بخش مسابقهٔ جشنواره بین‌المللی فیلم مونترآل به نمایش درآمد و برندهٔ روبان نقره‌ای بابت بهترین طراحی صحنه شد.

## بازیگران
- سیلویو اورلاندو
- رناتو کارپنتیری
- آنتونیو کاتانیا
- لئوپولدو تریئسته
- آئورورا کواتروکی
- جانکارلو جانینی - راوی